# Простір напружень

Візуалізація поверхні текучості у системі координат простору головних напружень (простору Хейга — Вестергаарда)

Про́стір напру́жень (англ. stress space) — 3-вимірний простір, що визначається системою координат, у яких по осях відкладаються значення механічних напружень. У просторі головних напружень (просторі Хейга — Вестергаарда, англ. Haigh–Westergaard stress space) по осях координат відкладаються головні значення тензора механічних напружень (головні напруження). Кожна точка такого простору відповідає деякому напруженому стану. Цей простір названо на честь Бернарда Хейга (1884—1941) та Гарольда М. Вестергаарда (1888—1950), які першими запропонували таку інтерпертацію напруженого стану.
Радіус-вектор довільної точки {\displaystyle P(\sigma _{1}}, {\displaystyle \sigma _{2}}, {\displaystyle \sigma _{3})} простору може бути розкладений на дві компоненти, одна з яких направлена уздовж прямої, що однаково нахилена до осей координат і проходить через їх початок, а друга — в площині, перпендикулярній до цієї прямої (ця площина називається π-площина або девіаторна площина). Компонента, що спрямована уздовж прямої (осі), для якої виконується умова {\displaystyle \sigma _{1}=\sigma _{2}=\sigma _{3}}, представляє кульову складову тензора напружень (гідростатичний тиск), а компонента у π-площині — девіаторну частину (дотичнну складову) напруження і описується рівнянням {\displaystyle \sigma _{1}+\sigma _{2}+\sigma _{3}=0}.
Площина девіатора використовується для опису поведінки матеріалу, яка не залежить від всебічного рівномірного розтягу або тиску. Наприклад, для деяких металевих матеріалів рівномірний розтяг або тиск у першому наближенні не впливає на досягнення границі плинності, тобто на досягнення початку пластичного деформування матеріалу. Тому при описі напруженого стану, що приводить до початку пластичного деформування, достатньо працювати з проєкцією напруження девіаторну площину

Криві плинності, що відповідають критеріям фон Мізеса (еліпс) і Треска (шестикутник)

Функції головних напружень, такі як функція текучості, можуть бути представлені поверхнями у просторі напружень. Зокрема, поверхня, представлена умовою текучості фон Мізеса, є правильним круговим циліндром, рівнонахиленим до кожної з трьох осей головних напружень. У 2-вимірних моделях простір напружень зводиться до площини, а поверхня текучості — до кривих у площині (наприклад, поверхня фон Мізеса — до еліпса, поверхня Треска — до шестикутника).